# 竹子山

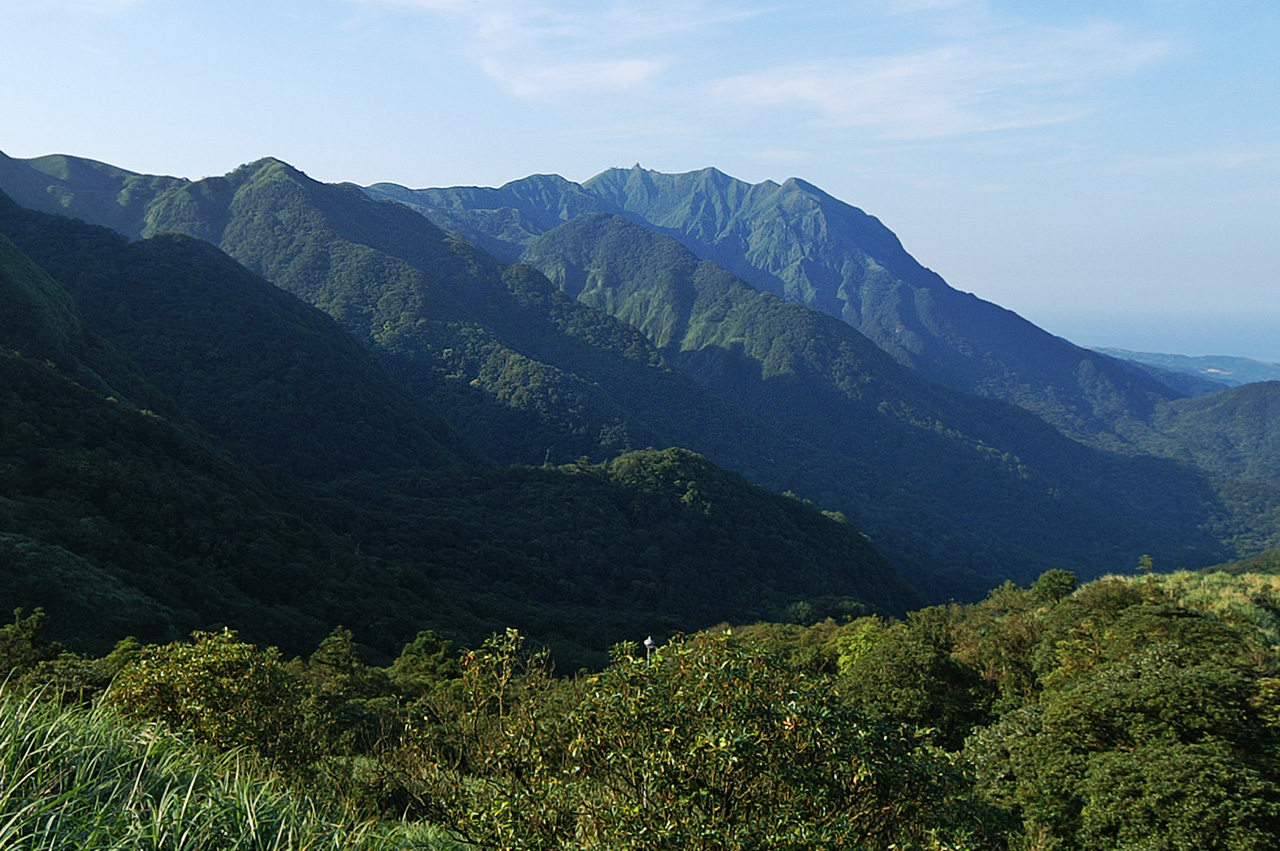
竹子山（1,103m）、陽金公路からの遠望

竹子山（ちくしざん、英語: Mount Zhuzi）は、台湾北部の大屯火山群に属する火山群の一つで、約80万年前に噴火し、約50万年前に活動を停止した。 竹子山の溶岩流の分布域は非常に広く、大屯火山群最大の火山で、新北市金山区、石門区、三芝区の大部分、さらには富貴角、麒麟山鼻まで広がっている。竹子山の最高峰は海抜1,103メートルで、全体的な岩盤は安山岩で、険しい稜線で、明らかな噴火口はない。
現在、竹子山の大部分は軍の管理下にあり、空軍と海軍の施設があるので、一般人は立ち入ることができない。台湾最北の標高1,000メートル以上の山である。
山頂には、警察のラジオ局（交通情報用）、民放二局の電波塔がある。

## 参照項目
- 陽明山国家公園
- 大屯国立公園
- 竹子湖（中国語版）[1]